# Roques (Gers)
Roques (gaskognisch Ròcas) ist eine französische Gemeinde mit 105 Einwohnern (Stand 1. Januar 2022) im Département Gers in der Region Okzitanien (bis 2015 Midi-Pyrénées); sie gehört zum Arrondissement Auch und zum Gemeindeverband Artagnan de Fezensac. Die Bewohner nennen sich Roquois/Roquoises.

## Geografie
Roques liegt rund 32 Kilometer nordwestlich von Auch im Norden des Départements Gers. Die Gemeinde besteht aus Streusiedlungen und Einzelgehöften. Es gibt zahlreiche Weinberge. Der Fluss Osse durchquert die Gemeinde in nördlicher Richtung und bildet streckenweise die westliche Gemeindegrenze.
Nachbargemeinden sind Gondrin im Nordwesten und Norden, Lagardère im Nordosten und Osten, Bezolles im Südosten, Justian im Süden sowie Courrensan im Südwesten und Westen.

## Geschichte
Im Mittelalter lag Roques in der Grafschaft Vic-Fezensac innerhalb der Region Armagnac in der historischen Landschaft Gascogne und teilte deren Schicksal. Roques gehörte von 1793 bis 1801 zum District Condom. Von 1801 bis 2015 war die Gemeinde dem Arrondissement Condom zugeteilt und gehörte von 1793 bis 2015 zum Wahlkreis (Kanton) Valence-sur-Baïse (ursprünglich Kanton Valence).

## Bevölkerungsentwicklung
Die Einwohnerentwicklung ist typisch für eine französische Landgemeinde. Normal sind die Entwicklungen zwischen 1793 und 1841 mit einem starken Wachstum und die folgende starke Landflucht. Zwischen 1975 und 2006 lag die Bevölkerungszahl in einem Bereich von 120 bis 135 Personen.
| Jahr                       | 1962 | 1968 | 1975 | 1982 | 1990 | 1999 | 2006 | 2011 | 2020 |
| Einwohner                  | 157  | 143  | 125  | 135  | 130  | 120  | 120  | 106  | 110  |
| Quellen: Cassini und INSEE |      |      |      |      |      |      |      |      |      |

## Sehenswürdigkeiten
- Kirche Sainte-Catherine
- zahlreiche Wegkreuze
- zwei Lavoirs (ehemalige Waschhäuser) im Dorf und nahe der Osse
- Gedenkplatte für die Gefallenen an der Kirchenwand[1]

## Verkehr
Die Gemeinde liegt fernab von überregionalen Verkehrswegen und hat keine Schienen- oder Busverbindungen. Die wichtigsten regionalen Verkehrswege sind die D35, die westlich des Dorfs vorbeiführt und die N124 mit einem Anschluss in Vic-Fezensac.